# Nohfelden
Nohfelden és un municipi del districte de Sankt Wendel a l'estat federat alemany de Saarland. Està situat aproximadament a 15 km al nord de Sankt Wendel, i a 20 km al sud-oest d'Idar-Oberstein.

## Nuclis
- Bosen
- Eckelhausen
- Eisen
- Eiweiler
- Gonnesweiler
- Mosberg-Richweiler
- Neunkirchen
- Nohfelden
- Selbach
- Sötern
- Türkismühle
- Walhausen
- Wolfersweiler